# Gulf Stream
Gulf Stream é uma vila localizada no estado americano da Flórida, no condado de Palm Beach. Foi incorporada em 1925.

## Geografia
De acordo com o United States Census Bureau, a vila tem uma área de 2,1 km², onde 1,9 km² estão cobertos por terra e 0,2 km² por água.

### Localidades na vizinhança
O diagrama seguinte representa as localidades num raio de 8 km ao redor de Gulf Stream.

## Demografia
Segundo o censo nacional de 2010, a sua população é de 786 habitantes e sua densidade populacional é de 410,10 hab/km². Possui 525 residências, que resulta em uma densidade de 273,92 residências/km².